# Spinifex poszáta
A Spinifex poszáta (Poodytes carteri) a verébalakúak (Passeriformes) rendjébe, ezen belül a tücsökmadárfélék (Locustellidae) családjába és a Poodytes nembe tartozó faj. Egyes rendszerezések a Eremiornis illetve a Poodytes nemekbe sorolják. 14-16 centiméter hosszú. Ausztrália füves területein él. Apró gerinctelenekkel és fűmagvakkal (többnyire a Spinifex magvaival) táplálkozik. Augusztustól novemberig költ, fészekalja két tojásból áll.

## Fordítás
- Ez a szócikk részben vagy egészben  a   Spinifexbird című angol Wikipédia-szócikk fordításán alapul.  Az eredeti cikk szerkesztőit annak laptörténete sorolja fel. Ez a jelzés csupán a megfogalmazás eredetét és a szerzői jogokat jelzi, nem szolgál a cikkben szereplő információk forrásmegjelöléseként.